# Armada (geslacht)
Armada is een geslacht van vlinders van de familie spinneruilen (Erebidae), uit de onderfamilie Catocalinae.

## Soorten
- A. barrygoateri G. Ronkay & L. Ronkay, 2003
- A. clio Staudinger, 1884
- A. dentata Staudinger, 1884
- A. fletcheri Wiltshire, 1961
- A. gallagheri Wiltshire, 1984
- A. maritima Brandt, 1939
- A. nilotica Bang-Haas A., 1912
- A. panaceorum (Menetries, 1848)
- A. philbyi Wiltshire, 1979
- A. waterstoni Wiltshire, 1949